# Nitwits
Nitwits is een Nederlandse film uit 1987 van Nikolai van der Heyde. De film kreeg zeer slechte kritieken en werd al na een week uit de roulatie genomen, een unicum in de Nederlandse filmgeschiedenis. Hij werd in januari 1990 eenmalig op tv vertoond door de KRO, als een driedelige miniserie. Verder is de film nooit op VHS of dvd uitgebracht.

## Verhaal
De uitgebluste acteur Joël Palsma verdient zijn geld voornamelijk met reclamefilmpjes. Dan ontmoet hij de jonge figurante Danielle. 

## Rolverdeling
| Acteur                | Personage        |
| --------------------- | ---------------- |
| Ramses Shaffy         | Joël Palsma      |
| Monique Rosier        | Danielle         |
| Martijn Oversteegen   | Eddie Bakker     |
| Masha van der Heyde   | Zelda Palsma     |
| Ilone Wals            | Roelie Kolk      |
| Muriel Chaal - Gohier | Magda Palsma     |
| Jerôme Reehuis        | Regisseur        |
| Hans Otjes            | Bedrijfsleider   |
| Frans Mulder          | Schoenenverkoper |
| Leen Jongewaard       | Receptionist     |
| Karin Bloemen         | Marianne         |

## Productie
Voor de film werden onder meer opnamen gemaakt op landgoed Elswout te Overveen.
Het hoofdthema van de filmmuziek was door componist Vladimir Cosma eerder gebruikt voor de Franse film Les rois du gag (1985).